# Mohammed Eldin
Mohammed Eldin (19 de março de 1985) é um futebolista sudanês que atua como atacante.

## Carreira
Mohammed Eldin representou o elenco da Seleção Sudanesa de Futebol no Campeonato Africano das Nações de 2012.